# Roche aux Loups (Missillac)
Pour les articles homonymes, voir Roche aux Loups.
La Roche aux Loups ou Pierre aux Loups est un dolmen situé sur la commune de Missillac dans le département de la Loire-Atlantique.

## Description
Le dolmen comporte une grande table de couverture (4 m de longueur pour une largeur de 2,95 m et une épaisseur moyenne de 0,35 m) qui repose sur trois piliers de hauteurs inégales de respectivement 1,60 m, 1,35 m et 1 m. Une dalle couchée au sol est visible à l'intérieur de la chambre.